# Egor Logunov
Pour les articles homonymes, voir Logounov.
Iegor Logounov (en russe : Егор Логунов) est un joueur russe de volley-ball né le 1er octobre 1991. Il mesure 1,98 m et joue réceptionneur-attaquant.

## Clubs
| Club                         | De   | À    |
| ---------------------------- | ---- | ---- |
| Iaroslavitch Iaroslavl       | 2009 | 2015 |
| Dagestan Makhachkala         | 2015 | 2016 |
| Grozny Grozno                | 2016 | 2019 |
| Plessis-Robinson Volley-ball | 2019 | 2020 |

## Palmarès
Equipe nationale -23 ans
- Coupe du monde (1)
  - 3 ème place : 2013